# 任朴斋
任朴斋（1918年—2003年5月21日），曾用名任玉，山西平定坪上村人。中华人民共和国政治人物。
1936年加入抗日牺牲救国同盟会，任联络组组长。1937年8月，参加八路军战地工作团，同年加入中国共产党。之后历任担任繁峙县公安局局长，中共阳泉市委社会部部长兼公安局局长、阳泉市委书记兼市长。中华人民共和国成立后，担任中央人民政府政务院华北事务部工商组副组长、华北行政委员会建筑工程局副局长，后进入中华人民共和国建筑工程部，历任至副部长。2003年5月21日，在北京逝世，享年85岁。